# Gare de Volgelsheim
Ne doit pas être confondu avec Gare de Neuf-Brisach Ville.
La gare de Volgelsheim, autrefois appelée Neuf-Brisach Gare, est une gare ferroviaire française située sur le territoire de la commune de Volgelsheim, à 2 km de la place forte « Vauban » de Neuf-Brisach, dans la collectivité européenne d'Alsace, en région Grand Est. 
Fermée par la SNCF en 1987, elle est rachetée, en 1993, et restaurée par la municipalité de la commune de Volgelsheim, qui a confié sa gestion à l'association Chemin de fer touristique du Rhin (CFTR).
Elle constitue la gare de jonction entre le réseau ferré national (ligne de Colmar-Central à Neuf-Brisach) et la voie ferrée privée qui dessert le port de Marckolsheim.

## Situation ferroviaire
La gare de Volgelsheim est située au point kilométrique (PK) 18,339 de la ligne de Colmar-Central à Neuf-Brisach. La voie se poursuit vers Marckolsheim, au nord, en longeant le Rhin mais cette section constitue une ligne privée ne faisant pas partie du réseau ferré national.
Ancienne gare de bifurcation, elle constituait l'origine de la ligne de Neuf-Brisach à Bantzenheim, aujourd'hui déclassée et déposée entre les gares de Blodelsheim et de Volgelsheim.
En 2013, les voies de la gare sont rachetées par le Port rhénan de Colmar/Neuf-Brisach. Le port n'a cependant pas le droit d'utiliser la voie n°1, celle-ci est conservée par la région Alsace en vue d'une éventuelle réouverture de la ligne au service voyageurs.

## Histoire

### 1880: Neubreisach-Feldbahnhof
La gare, appelée « Neubreisach-Feldbahnhof », est construite, en 1880, pendant l'annexion de l'Alsace-Lorraine, pour le soutien de la place forte de Neuf-Brisach. Elle fait partie du réseau de la Direction générale impériale des chemins de fer d'Alsace-Lorraine (EL), ligne Colmar - Fribourg inaugurée en 1878. Le Traité franco-allemand du 10 mai 1871 cède à l'Empire allemand la partie du réseau de la compagnie des chemins de fer de l'Est située en Alsace-Lorraine. L'administration prussienne, autorité suprême sur le réseau d'Alsace-Lorraine, entreprend d'importants travaux afin d'améliorer la desserte du nouveau territoire, pour des raisons économiques et stratégiques.
La ligne Neuf-Brisach Gare - Bantzenheim est mise en service en 1917 pour des besoins militaires. Elle est ouverte aux voyageurs en 1923.

### 1918: Neuf-Brisach Gare
Après le retour de l'Alsace-Lorraine à la France, en 1918, elle est baptisée « Neuf-Brisach Gare », il existait également une gare de « Neuf-Brisach Ville », 1 km en amont. Le 19 juin 1919, la gare entre dans le réseau de l'Administration des chemins de fer d'Alsace et de Lorraine (AL). Puis, le 1er janvier 1938, cette administration d'État forme avec les autres grandes compagnies la SNCF, qui devient concessionnaire des installations ferroviaires de Neuf-Brisach.
L'accord franco-allemand du 13 avril 1925 concernant les gares frontières cesse d'être en vigueur à partir du 13 avril 1939 après avoir été dénoncé par le Reich. La SNCF envisage alors la construction d'une gare douanière à Neuf-Brisach. Le projet est abandonné à la suite de la déclaration de guerre entre la France et l'Allemagne.
Lors de l'annexion allemande de l'Alsace-Lorraine, c'est la Deutsche Reichsbahn qui gère la gare pendant la Seconde Guerre mondiale, du 1er juillet 1940 jusqu'à la Libération (en 1944 – 1945). Elle est desservie par des trains trans-frontaliers jusqu'à la destruction du pont sur le Rhin le 5 février 1945, puis par un omnibus voyageurs venant de Colmar. 
Le service voyageurs en direction de Bantzenheim est fermé le 31 décembre 1945.
Le service voyageurs en direction de Colmar est fermé le 17 mars 1969 et en 1987 la SNCF ferme la gare en interrompant définitivement le trafic marchandises. Le bâtiment est alors mis en location à des particuliers.

### 1993: Gare de Volgelsheim

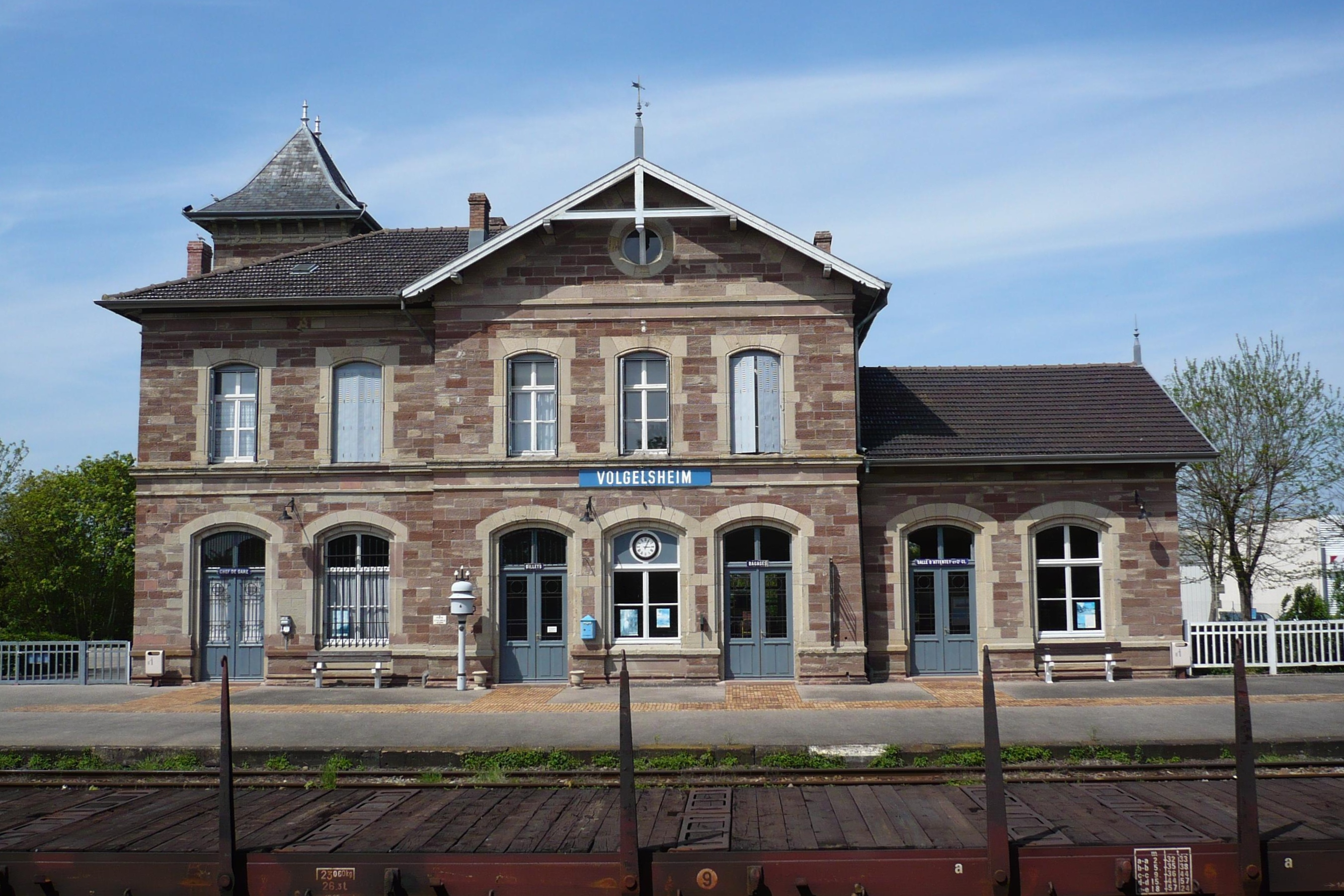
Le bâtiment voyageurs, côté voies.

Afin, de développer l'offre touristique déjà proposée par le CFTR depuis 1983, sauvegarder et valoriser le patrimoine ferroviaire de la commune, en 1993, la municipalité de Volgelsheim rachète, avec des partenaires, et restaure la « Neuf-Brisach Gare » abandonnée par la SNCF, elle la rebaptise « Gare de Volgelsheim ».

## Gare touristique
Aujourd'hui patrimoine ferroviaire, la gare de Volgelsheim est le point de départ du Chemin de fer touristique du Rhin. Le train touristique emprunte les 12 km de la ligne de Volgelsheim à Marckolsheim (propriété de la Chambre de Commerce et de l'Industrie de Colmar, de l'emprise publique du Port Rhénan et du Port autonome de Strasbourg) jusqu'à l'embarcadère de Sans-Souci. 

### Desserte
En saison, de mai à septembre, elle est la gare de départ et d'arrivée des trains touristiques et historiques du CFTR . Elle accueille le long de son quai, des rames constituées de matériel roulant ferroviaire historique : locomotives à vapeur ou diesel et voitures d'époques. Des expositions sont organisées dans ses salles, et le « dépôt musée » de l'association est la première halte du train « Ried Express », qui ensuite rejoint l'embarcadère de Sans-Souci où il est possible, dans le cadre de la proposition « circuit combiné train-bateau », d'embarquer pour une petite croisière sur le Rhin, sur les navires de la « Breisacher Schifffahrtsgesellschaf », avant de retourner à Volgelsheim.

### Infrastructures

#### Bâtiment voyageurs
Le bâtiment voyageurs, à l'architecture caractéristique Alsace-Lorraine, date de 1880. Il est construit en grès rouge et flanqué d'une tour d'angle (le donjon) avec horloge. Restauré, il est désormais utilisé par l'association CFTR.
La gare comporte également une halle à marchandises.

#### Dépôt
Le dépôt du matériel roulant, servant à la traction des trains touristiques du CFTR, se trouve à 2 km au nord de la gare. Créé par le CFTR, il est constitué d'un ensemble de voies de garage avec trois aiguillages, et d'un hangar avec un atelier et une fosse, construite en 1983. Il est complété par un auvent pour abriter plus de machines.

## Service du fret
Le document de référence du réseau (DRR) pour l'horaire de service 2019 indique que la gare (sous le nom de Neuf-Brisach) dessert une installation terminale embranchée (ITE).

## Décors de films
Bien avant sa restauration et sa reconversion touristique, la gare inspire des cinéastes. Elle apparaît notamment, en 1937, sous le nom de gare de « Burghoffen » dans le film de Jean Renoir La Grande Illusion, et appelée « Altkirch » en 1991 dans le téléfilm Un été Alsacien.